# Kungsfågeltyrann
Kungsfågeltyrann (Calyptura cristata) är en akut hotad och nyligen återupptäckt tätting som numera vanligen placeras i familjen tyranner.

## Utseende
Kungsfågeltyrannen är en mycket liten fågel med en kroppslängd på 8 cm. Trots att den inte alls är släkt är den i fjäderdräkten påfallande lik en kungsfågel, därav namnet. Ovansidan är gulaktigt olivgrön, medan den är gul på pannan och övergumpen. Undersidan är gul med olivgrön anstrykning på bröstet. Stjärten är mycket kort och på de sotfärgade vingarna syns två vita vingband och vita tertialspetsar. På hjässan syns långa röda fjädrar omgivet av svart som den ofta reser till en liten tofs. Vassa läten har rapporterats.

## Utbredning och status
Fågelns utbredningsområde är sydöstra Brasilien (Rio de Janeiro-området). IUCN kategoriserar arten som akut hotad.

## Systematik
Fågeln placeras som enda art i släktet Calyptura och traditionellt i familjen kotingor, vilket återspeglas i dess tidigare artnamn kungsfågelkotinga. DNA-studier visar dock att den står nära manakintyrannen (tidigare behandlad som en manakin) och spadnäbbarna i Platyrinchus. Denna grupp ingår vanligen i familjen tyranner i Tyrannidae eller utbryts som en egen familj, Platyrhinchidae.

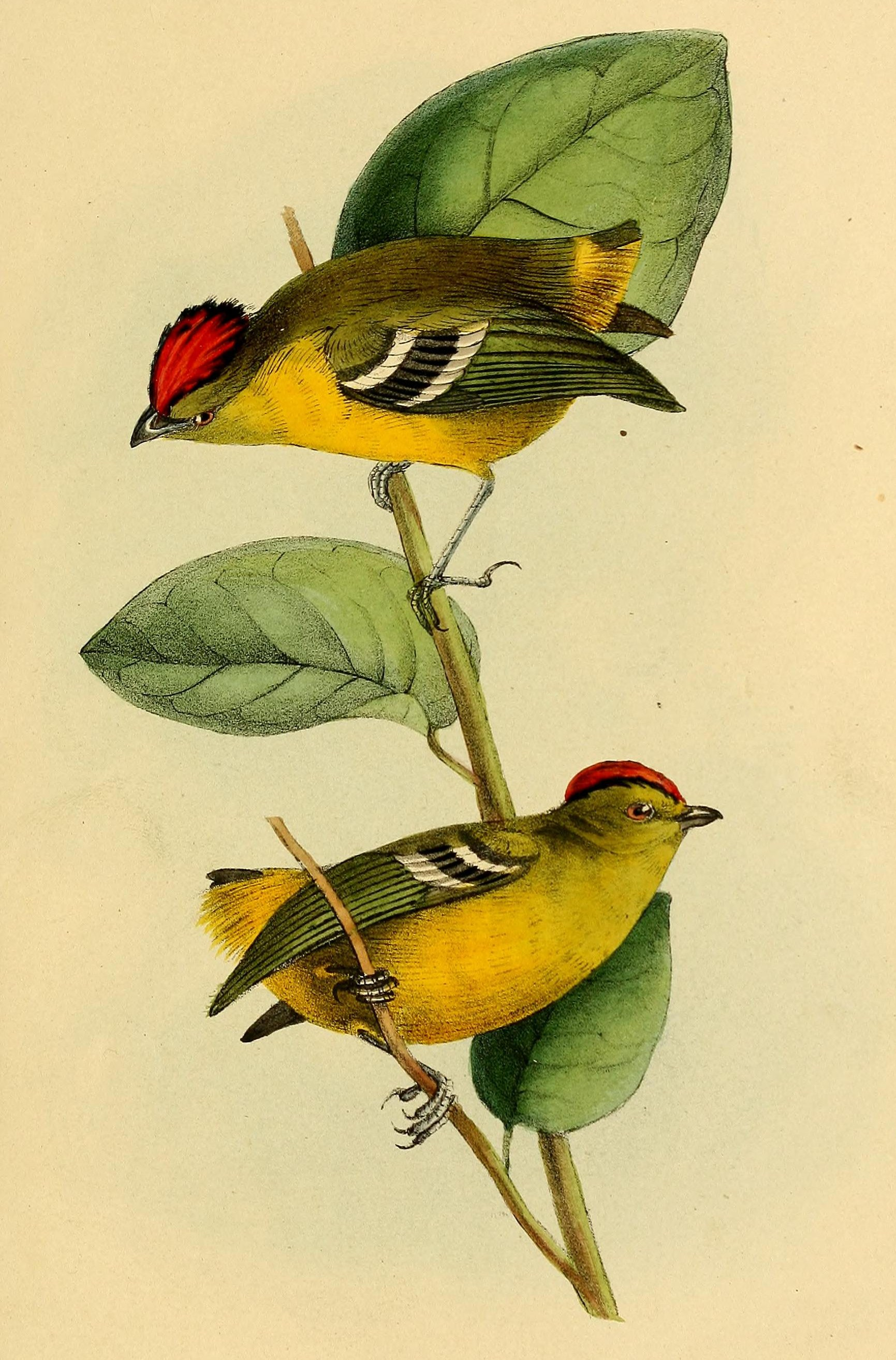